# Neus Asensi
Neus Asensi, pseudonimo di Maria dels Àngels Asensio i Liñán (Barcellona, 4 agosto 1965), è un'attrice spagnola.

## Biografia
Ha avuto una formazione molto completa per diventare un'attrice. Ha studiato balletto e danza jazz, logopedia, e drammaturgia nel centro La Casona.

## Filmografia
- De moda - serie TV, episodio 1x18 (????)
- La tele de tu vida - serie TV, episodio 1x21 (????)
- Cinema mil - serie TV, episodio 1x10 (????)
- La rossa del bar , regia di Ventura Pons (1986)
- Gaudí, regia di Manuel Huerga (1989)
- Los jinetes del alba - serie TV, 5 episodi (1990)
- Eva y Adán, agencia matrimonial - serie TV, episodio 1x10 (1990)
- El amor sí tiene cura, regia di Javier Aguirre (1991)
- Jet Marbella Set, regia di Mariano Ozores (1991)
- La huella del crimen 2: El crimen de Don Benito, regia di Antonio Drove - film TV (1991)
- Chechu y familia, regia di Álvaro Sáenz de Heredia (1992)
- Burlanga, regia di César Martínez Herrada (1992)
- Sevilla Connection, regia di José Ramón Larraz (1992)
- Supernova, regia di Juan Miñón (1993)
- Perturbado, regia di Santiago Segura (1993)
- Los ladrones van a la oficina - serie TV, episodio 1x25 (1993)
- Unisex - serie TV, numero episodio sconosciuto (1993)
- ¡Ay, Señor, Señor! - serie TV, episodi 1x08-1x11-1x13 (1994) - Marta
- Cautivos de la sombra, regia di Javier Elorrieta (1994)
- Una chica entre un millón, regia di Álvaro Sáenz de Heredia (1994)
- Pásala!, regia di Júlio César Fernández - cortometraggio (1994)
- A su servicio - serie TV, episodio 1x02 (1994)
- Villarriba y Villabajo - serie TV, episodio 1x03 (1994)
- Hermanos de leche - serie TV, episodio 1x01 (1994)
- Habitación 503 - serie TV, episodio 1x17 (1994)
- ¿Cómo lo veis? - serie TV, numero episodi sconosciuto (1994)
- El buga y la tortuga, regia di Daniel F. Amselem (1995)
- Suspiros de España (y Portugal), regia di José Luis García Sánchez (1995)
- Hermana, pero ¿qué has hecho?, regia di Pedro Masó (1995)
- Brujas, regia di Álvaro Fernández Armero (1996)
- Tabarka, regia di Domingo Rodes (1996)
- ¿Seremos como somos?, regia di Sergio Catá - cortometraggio (1996)
- Oh, Espanya! - serie TV, episodio 1x06 (1996)
- Colegio mayor - serie TV, episodio 2x08 (1996)
- La sal de la vida, regia di Eugenio Martín (1996)
- Siempre hay un camino a la derecha, regia di José Luis García Sánchez (1997)
- La herida luminosa, regia di José Luis Garci (1997)
- Todos los hombres sois iguales - serie TV, 22 episodi (1997-1998) - Margarita
- La banda de Pérez - serie TV, 26 episodi (1997) - Benigna
- La Nina dei tuoi sogni (La niña de tus ojos), regia di Fernando Trueba (1998)
- Torrente, el brazo tonto de la ley, regia di Santiago Segura (1998)
- Entre naranjos - serie TV, episodi 1x01-1x02-1x03 (1998) - Remedios
- Ellas son así - serie TV, 22 episodi (1999) - Eva Rosales
- Adiós con el corazón, regia di José Luis García Sánchez (2000)
- El corazón del guerrero, regia di Daniel Monzón (2000)
- Amarantado, regia di Lino Escalera (2000)
- La gran ilusión - serie TV, episodio 1x15 (2000)
- El rayo - serie TV, 1 episodio (2000)
- El club de la comedia - serie TV, 1 episodio (2000)
- Marujas asesinas, regia di Javier Rebollo (2001)
- Arachnid - Il predatore (Arachnid), regia di Jack Sholder (2001)
- El paraíso ya no es lo que era, regia di Francesc Betriu (2001)
- Torrente 2: Misión en Marbella, regia di Santiago Segura (2001)
- Pasapalabra - serie TV, 34 episodi (2001-2012) - se stessa
- Corazón de bombón, regia di Álvaro Sáenz de Heredia (2001)
- El robo más grande jamás contado, regia di Daniel Monzón (2002)
- Esta noche, no, regia di Álvaro Sáenz de Heredia (2002)
- El forastero, regia di Federico García Hurtado (2002)
- Atraco a las 3... y media, regia di Raúl Marchand Sánchez (2003)
- Desayunar, comer, cenar, dormir, regia di Lino Escalera (2003)
- El oro de Moscú, regia di Jesús Bonilla (2003)
- Tempus fugit, regia di Enric Folch - film TV (2003)
- Paraíso - serie TV, episodio 4x03 (2003)
- Escuela de seducción, regia di Javier Balaguer (2004)
- Ana y los 7 - serie TV, 9 episodi (2004-2005) - Silvia Palermo
- 4 arreplegats - serie TV, 1 episodio 1x06 (2005)
- Dos rombos - serie TV, episodio 1x36 (2005)
- Los hombres de Paco - serie TV, 36 episodi (2005-2009) - Bernarda González
- Locos por el sexo, regia di Javier Rebollo (2006)
- Bienvenido a casa, regia di David Trueba (2006)
- Caiga quien caiga - serie TV, 1 episodio (2006)
- Noche Hache - serie TV, 1 episodio 1x56 (2006)
- Corazón de... - serie TV, 2 episodi (2005-2006)
- Cuerpo a la carta, regia di Alicia Puig - film TV (2007)
- Freedomless, regia di Mike Jacoby, Xoel Pamos (2007)
- Los hombres de Paco - serie TV, 1 episodio (2008)
- Entre línies - serie TV, 1 episodio (2008)
- ¡A ver si llego! - serie TV, 7 episodi (2009) - Amparo
- Los muertos van deprisa, regia di Ángel de la Cruz (2009)
- Tú eliges, regia di Antonia San Juan (2009)
- Els matins a TV3 - serie TV, episodio 6x55 (2009)
- ¿Dónde estás, corazón? - serie TV, 1 episodio (2009)
- 50 años de - serie TV, episodio 1x07 (2009)
- Buscando a Penélope, regia di Elena Pascual - film TV (2009)
- La viuda, regia di David Martín Porras - cortometraggio (2010)
- Torrente 5: Operación Eurovegas (2014) di Santiago Segura.
- The Queen of Spain (La reina de España), regia di Fernando Trueba (2016)